# Bashkia e Tiranës
Bashkia e Tiranës är en kommun i Albanien.   Den ligger i prefekturen Qarku i Tiranës, i den centrala delen av landet. Huvudstaden Tirana ligger i Bashkia e Tiranës.
```
Runt Bashkia e Tiranës är det tätbefolkat, med 
570
 invånare per kvadratkilometer.
[
2
]
```